# Associação Esportiva Ilha Solteira
Associação Esportiva Ilha Solteira é um clube brasileiro de futebol fundado em 1 de dezembro de 1993 situado na cidade paulista de Ilha Solteira, com o sol como mascote. Suas cores são o azul, amarelo e branco. Atualmente encontra-se licenciado.
O time já chegou a disputar a 3ª divisão paulista, mas não segurou por muito tempo e foi rebaixado à 4ª divisão.
O time encontra-se a algum tempo sem disputar campeonatos. Buscando uma solução para dar uma nova vida ao time, seu atual Presidente, Sr. Carlos Roberto Corrêa Ferreira, contratou no dia 30/11/2018, o Sr. Douglas Santiago, atribuindo-lhe o cargo de Presidente Executivo do Clube, com a missão de organizar e estruturar o time, para a disputa da 4° divisão do Campeonato Paulista 2019, Campeonato Paulista Sub 20 e estruturar as categorias de base.

## Títulos
- II Copa TVI/SBT: 2005.

## Estatísticas

### Participações
| Competição                               | Temporadas | Melhor campanha     | Anos                        | A | R |
| Campeonato Paulista - Segunda Divisão    | 6          | 24º colocado (2008) | 2006-2010 e 2013            | – | – |
| Campeonato Paulista - Série B2 (extinta) | 5          | Sem dados           | 1994-1995, 1997 e 1999-2000 | – | – |